# SYR4: Goodbye 20th Century
SYR4: Goodbye 20th Century är ett musikalbum av Sonic Youth som släpptes den 16 november 1999 på bandets eget skivbolag SYR.

## Låtlista

### Skiva 1
1. Edges
2. Six (3rd take)
3. Six for New Time
4. Voice Piece for Soprano
5. Pendulum Music

### Skiva 2
1. Having Never Written a Note for Percussion
2. Six (4th take)
3. Burdocks
4. Four6
5. Piano Piece #13 (Carpenter's Piece)
6. Piece Enfantine
7. Treatise (page 183)